# Unreal II: The Awakening
Unreal II: The Awakening è un videogioco di tipo sparatutto in prima persona, inizialmente progettato solamente per la campagna in singolo giocatore. Il gioco è inteso come seguito di Unreal, anche se la trama si basa più su riferimenti impliciti, che fatti legati alla storia iniziale.

## Il gioco
Il gioco è impostato nell'universo fittizio di Unreal; secondo la linea temporale di Epic il gioco è ambientato nel 2251 circa. Ci sono alcune discordanze riguardo al fatto che sia un prequel o un seguito. Unreal II ha un arsenale di armi diverso, con nemici e alleati differenti. Il particolare che più accomuna i due giochi è la presenza della razza aliena Skaarj.
Le uniche date degli anni in Unreal sono quelle che si trovano sulle tombe Nali nel cimitero del monastero, non ci è dato sapere se il conto temporale sia lo stesso di Unreal II, ma in tal caso quest'ultimo sarebbe un seguito dato che la data più recente si ferma al 1997.
Durante la pubblicazione, i recensori di videogiochi hanno criticato Unreal II per la sua mancanza di modalità multigiocatore e per la linearità dei livelli. In seguito gli sviluppatori hanno pubblicato Unreal II: XMP, una espansione che comprende la sezione multigiocatore del videogioco.

## Sinossi
Il giocatore interpreta il Marshal John Dalton, un ex-marine. Il giocatore dispone di tre compagni: Aida, la seconda in comando della nave di Dalton, la Atlantis; Isaak, il tecnico addetto alle riparazioni e all'arsenale; Ne-Ban, uno strano alieno, che svolge il compito di pilota della Atlantis.
Dalton ha il compito di esplorare diversi pianeti per svolgere diverse missioni tra cui quella di ritrovare dei manufatti antichi risalenti agli inizi dell'universo conosciuto; al termine deve sventare il losco piano di Hawkins, il suo superiore, che aveva progettato di creare una nuova e potente razza aliena per i propri scopi sottoponendo gli alieni Kai a dei flussi di energia sprigionati dall'unione di tutti i manufatti ritrovati nel corso del gioco.

## Personaggi
- John Dalton: il protagonista del gioco. Dalton era un tempo un membro fiero dei Marines, ma fu radiato tramite corte marziale dopo aver disobbedito a un ordine diretto salvando la vita di un civile che sarebbe dovuto morire. Venne spostato alla TCA, a capo della astronave Atlantis, con l'ordine di fare da guardia al "culo dello spazio lontano da ogni azione reale o cosa significativa." Dalton crede fermamente nello stile di vita militare e nel bisogno di rispondere a una autorità, ma ha anche un forte codice etico e cerca sempre di "fare la cosa giusta" senza fermarsi a pensare alle conseguenze.
- Aida: primo ufficiale della Atlantis, Aida ha il compito di assegnare a Dalton i briefing delle missioni. Di carattere duro e cinico, Aida non apprezza l'autorità e disprezza il codice militare. In passato fu una bambina prodigio e un genio strategico, e salvò la Terra durante le guerre degli Strider riuscendo ad attirare la flotta spaziale dei nemici in un pianeta-colonia degli umani chiamato Taiko, e a distruggerla assieme al pianeta. La stanza di Aida sulla Atlantis contiene alcuni indizi che raccontano il suo passato. La distruzione del pianeta causò la morte di centinaia di umani coloni, e il rimorso che Aida provò in seguito le fece odiare la vita militare, in seguito trasferendosi alla TCA per cercare la solitudine.
- Isaak: Isaak è l'ingegnere e l'armatore della nave, che si occupa di fornire a Dalton il resoconto delle armi che lo sceriffo potrà avere a disposizione in ogni missione. Un tempo fu un ingegnere al servizio di una nave capitale dei Marine; Isaak si spaventò durante una battaglia contro gli Skaarj e aprì la baia della nave troppo presto, che causò la morte di diverse persone che vennero risucchiate nello spazio. Questa è una delle ragioni per cui Aida odia Isaak. Caduto in disgrazia dopo l'incidente, Isaak iniziò a diventare un alcoolizzato e finì al servizio della TCA. Dalton generalmente ritorna con dei souvenir da ogni missione che Isaak riesce a trasformare in potenti armi.
- Ne'ban: Ne'ban è il pilota della nave ed è un alieno Hex-Core in prestito alla TCA ottenuto tramite un programma di scambio personale. La personalità di Ne'ban è innocente e piuttosto ingenua, e non conosce bene la lingua degli umani (inglese o italiano a seconda della localizzazione del gioco). Ne'ban è una personalità importante nei ranghi della sua razza e per ciò è stato isolato dai pericoli e quindi non gli viene permesso di partecipare o compiere qualcosa di significativo. Ne'ban è in realtà un parassita nella forma di una specie di lumaca trasparente, che indossa una tuta robotica di supporto vitale per muoversi in ambienti adatti agli umani.
- Comandante Hawkins: Hawkins è il capo della TCA nella parte della galassia dove si svolge la trama di Unreal II, ed è anche l'ufficiale superiore di Dalton che gli ha ordinato di recuperare gli artefatti. Hawkins sostiene che gli ordini dati provengono dal Generale Drexler dei marines, e che Drexler vuole che Dalton prenda gli artefatti per salvaguardarli dai nemici dell'umanità. In seguito si scopre che tutto ciò è falso. Drexler non ha niente a che fare con la ricerca degli artefatti; Hawkins sta imbrogliando Dalton in modo che egli possa prenderli e controllarne il potere. Hawkins alla fine uccide l'equipaggio della Atlantis quando si accorgono dell'inganno e cercano di impedirgli di prendere gli artefatti. Dalton uccide Hawkins dopo che viene a sapere del delitto.

### Armi
- Dispersion T600 Launcher
- Dispersion Pistol (T-13 Popgun)
- Combat Assault Rifle (CAR, M32 Duster)
- Combat Auto SMG (CA-SMG, RS5 Doa)
- Grenade Launcher (M406 Hydra)
- M700 Shotgun (Crowd Pleaser)
- Flamethrower (Vulcan)
- TC5 Revolver (Electromagnum)
- Pistola Magnum di Aida (Avenger, Grace)
- Rocket Launcher (Shark)
- Sniper Rifle (Widowmaker)
- Energy Rifle (Shock Lance)
- Pulse Semiauto Pistol (Shock Electric Pistol)
- Pulse Auto Laser Pistol
- Solar Laser Pistol
- Big Bang Alien Gun
- Asteroid Cannon
- Multiplasma Flare Electrical Tesla Volt Cannon
- Voltage Gun
- Incinerating Voltage Gun
- Zodiac Gun
- Lightning Strike Gun
- Heavy Blaster
- Heavy Advanced Rocket Launcher
- Super Combat Sniper Rifle
- Combat Sniper Cannon
- Combat Crossbow
- Napalm Launcher
- Lava Gun
- Spore Cannon
- Chaingun
- Ionized Laser Plasma Energy Rad Tolaron Leech Cannon
- Circular Star Saw Special AP Frag Cannon
- Combat Auto Shotgun
- Assault Shotgun
- Phosphorous Combustion Flaming Fire Cannon
- Phosphorous Plasma Grenade Launcher
- Neutron Blaster
- Sonic Blaster
- Assault Electrical Voltage Shotgun
- Vulcan Minigun (Magma Energy Cannon)
- Advanced Plasma Minigun
- Plasma Thrower
- Dark Plasma Thrower
- Energy Cannon Mk5
- Drakk Laser
- The Takkra
- Flaring Ray Cannon
- Plasma Death Ray Continous Beam Fire Laser Rifle
- Ion Flare Cannon (Ion Radioactive Plasma Multiflare Cannon)
- Alien Void Blackstar Neutron Star Nova Plasma Cannon
- Alien Fluid Energy Continuous Beam Cannon
- Tantrum Quantum Plasma Cannon
- Tarydium Laser Continuous Carbine
- Cobalt Rad Laser Alien Carbine
- Nichel Rad Plasma Homing Cannon
- Homing Missile Launcher
- Antimaterial Sniper Rifle
- Gluon Cannon
- Solar Rad Tau Cannon
- Solar Rad Alien Beam Focused And Normal Cannon and Terziary Solar Rad Alien Plasma Mine
- Homing Multi-Missile Launcher
- Multi-Missile Launcher
- Tau Cannon
- Singularity Cannon